# ZESCO United
Der ZESCO United Football Club ist ein Fußballverein aus der sambischen Stadt Ndola, der in der Zambian Premier League, der höchsten Spielklasse des Landes spielt.

## Erfolge
- Sambischer Meister: 2007, 2008, 2010, 2014, 2015, 2017, 2018, 2019, 2020/21
- Sambischer Pokalsieger: 2006, 2007, 2008, 2010, 2014, 2016
- Zambian Coca Cola Cup: 2007
- Zambian Charity Shield: 2007, 2011, 2015, 2017
- Zamiban Division One: 1980, 2003

## Stadion
Der Verein trägt seine Heimspiele im Levy Mwanawasa Stadium in Ndola aus. Das Stadion hat ein Fassungsvermögen von 49.800 Personen.

## Trainerchronik
| Trainer           | Nation  | von              | bis                |
| ----------------- | ------- | ---------------- | ------------------ |
| Wedson Nyirenda   | Sambia  | 1. Januar 2012   | 31. Dezember 2021  |
| George Lwandamina | Sambia  | 20. Februar 2014 | 8. Juni 2015       |
| George Lwandamina | Sambia  | 1. Februar 2016  | 23. Oktober 2016   |
| Zlatko Krmpotić   | Serbien | 1. Mai 2017      | 30. Oktober 2017   |
| George Lwandamina | Sambia  | 10. April 2018   | 22. September 2020 |
| Mumamba Numba     | Sambia  | 1. Juli 2021     | heute              |